# Орден «За військові заслуги» (Вюртемберг)
Орден «За військові заслуги» (Вюртемберг) (нім. Militärverdienstorden (Württemberg) — орден, нагорода Королівства Вюртемберг. Був заснований 11 лютого 1759 року герцогом Вюртембергу Карлом Ойгеном Вюртемберзьким для нагородження за воєнні та громадські заслуги перед королівством.

## Ступені
Орден «За військові заслуги» мав 3 ступені:
- Великий Хрест Ордену (Großkreuz);
- Командорський Хрест (Kommandeurkreuz);
- Лицарський Хрест (Ritterkreuz).